# Hull-Note
Die Hull-Note war eine diplomatische Note der USA an Japan. Sie wurde am 26. November 1941 überreicht und war de facto der Schlusspunkt der Verhandlungen zwischen den beiden Ländern. Die Regierung Japans fasste diese Note als Ultimatum auf und entschloss sich zum Eintritt in den Zweiten Weltkrieg.

## Hintergrund
Seit 1937 führte Japan in China den Zweiten Japanisch-Chinesischen Krieg. Die Vereinigten Staaten waren anfangs neutral, jedoch änderte sich ihre Haltung in den folgenden Jahren aufgrund des Panay-Vorfalls sowie sich häufender Berichte über japanische Gräueltaten, wie z. B. das Massaker von Nanking, zugunsten Chinas. So unterstützten die USA China in zunehmendem Maße mit Materiallieferungen und einem (formal nicht-US-amerikanischen) Jagdgeschwader aus Freiwilligen. Ferner warnten die USA Anfang 1940 Japan davor, in Französisch-Indochina einzumarschieren und verlegten demonstrativ ihre Pazifikflotte von deren Heimatbasis San Diego (Kalifornien) nach Pearl Harbor auf Hawaii.
Als Japan im Juli 1940 trotz US-amerikanischer Warnung Truppen in Indochina stationierte, schränkte die US-Regierung unter Präsident Franklin D. Roosevelt im September 1940 den US-amerikanischen Export von Erdöl und Stahl nach Japan ein (damals bezog Japan 80 % seines Erdöls aus den USA). Als dies nicht die gewünschte Wirkung hatte und Japan im Juli 1941 weitere Truppen in Indochina stationierte, verhängten die USA am 26. Juli 1941 ein vollständiges Öl-Embargo gegen Japan und froren alle japanischen Guthaben ein. Da sich das Vereinigte Königreich und Niederländisch-Indien diesem Schritt anschlossen, verlor Japan 75 % seines Außenhandels und 90 % seiner Öl-Importe.
Die Ölreserven Japans für Industrie und Militär reichten ohne die Importe nur für wenige Monate, daher musste die japanische Führung unter Premierminister Tōjō Hideki innerhalb dieser Zeit die Ölzufuhr wiederherstellen, wenn sie den Zusammenbruch des Reiches verhindern wollte. Dazu sah sie nur zwei Möglichkeiten: Entweder gelang es, eine Aufhebung des Embargos durch Verhandlungen mit Washington als Gegenleistung für japanische Konzessionen zu erreichen, oder Japan stellte seine Versorgung mit Öl und anderen knappen Ressourcen durch Inbesitznahme der rohstoffreichen südostasiatischen Kolonien Großbritanniens, Frankreichs und der Niederlande gewaltsam sicher.
Japan begann mit Verhandlungen, mobilisierte aber gleichzeitig sein Militär für den Krieg, falls die Verhandlungen nicht den gewünschten Erfolg erzielen sollten.

## Die Verhandlungen

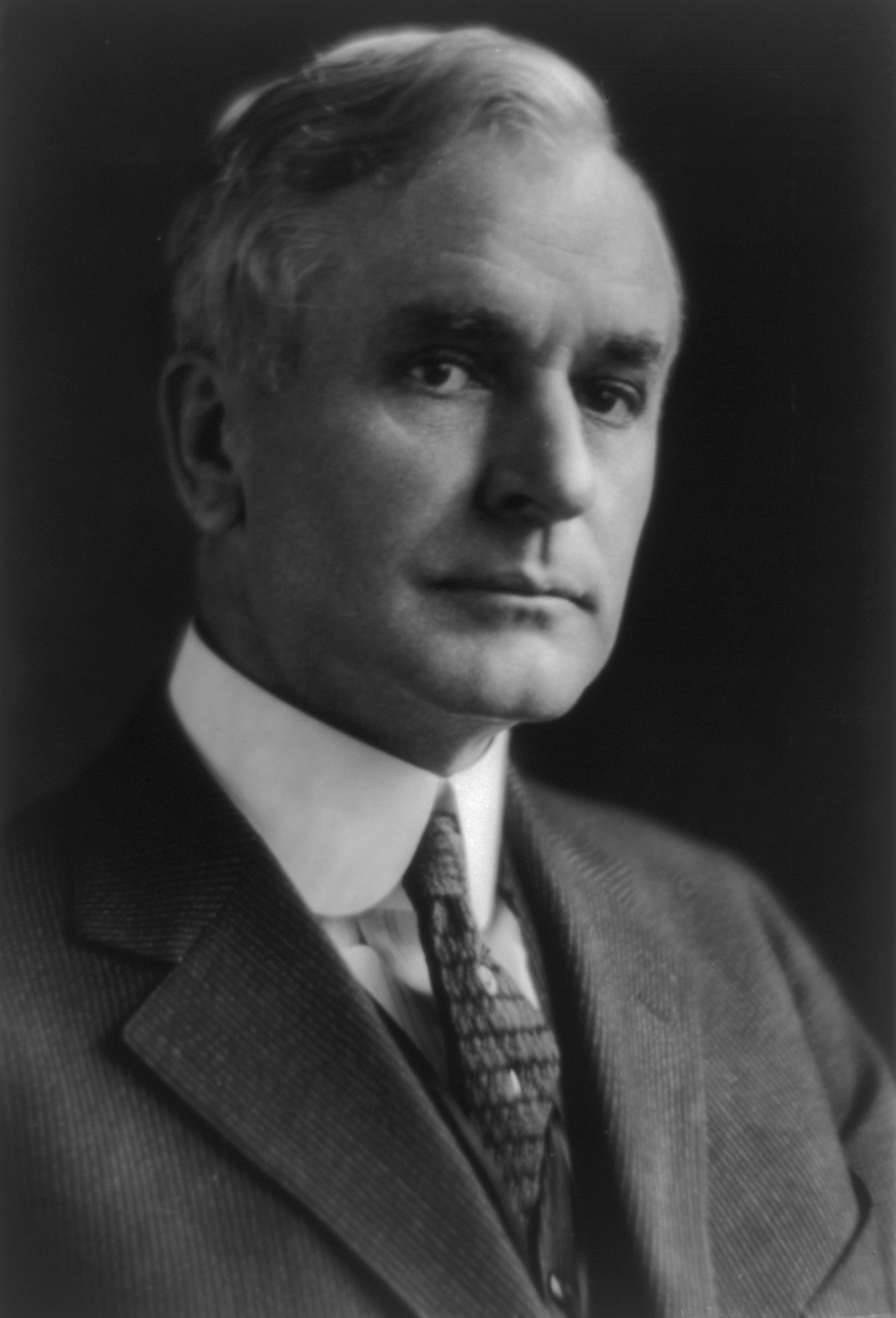
US-Außenminister Cordell Hull

Der japanische Botschafter in Washington, Nomura Kichisaburō, unterbreitete als japanischer Verhandlungsführer dem US-amerikanischen Außenminister Cordell Hull am 6. November 1941 den Vorschlag A: Einstellung der Kriegshandlungen in China, Beendigung des Krieges sowie teilweiser Rückzug der japanischen Truppen aus den besetzten chinesischen Gebieten gegen Aufhebung der Wirtschaftssanktionen.
Der Nachrichtendienst der USA hatte jedoch die diplomatischen Codes des japanischen Außenministeriums, insbesondere die Schlüsselmaschine Purple geknackt. Daher wusste die US-amerikanische Seite, dass ein Vorschlag B existierte, den Nomura im Falle der Ablehnung präsentieren sollte. Sie lehnten deshalb nach kurzer Bedenkzeit am 14. November Vorschlag A ab.
Am 20. November legte Nomura Vorschlag B vor: Einstellung japanischer Militäraktionen gegen die Lieferung von einer Million Gallonen (3800 m³) Flugbenzin durch die Vereinigten Staaten. Zu diesem Vorschlag entwickelten die USA ein Gegenangebot, das auf der monatlichen Lieferung von Öl für zivile Zwecke basieren sollte. In der Zwischenzeit erfuhr die US-Regierung jedoch durch eigene und verbündete Nachrichtendienste von den japanischen Kriegsvorbereitungen in Südostasien. Präsident Roosevelt kam daraufhin zu der Überzeugung, dass die Japaner nur zum Schein verhandelten, und wies Außenminister Hull an, den Gegenvorschlag fallen zu lassen.

## Die Note
Anstelle des Gegenvorschlages überreichte Außenminister Hull Botschafter Nomura am 26. November eine Note mit dem Titel Vorschlagsentwurf für die Grundlagen eines Abkommens zwischen den Vereinigten Staaten und Japan (Outline of proposed Basis for Agreement Between The United States and Japan). Dieses heute als Hull-Note bekannte Dokument forderte unter anderem den vollständigen Abzug Japans aus China und Französisch-Indochina. Dies war für Japan inakzeptabel. Premierminister Tōjō Hideki bezeichnete die Note vor dem japanischen Kabinett als Ultimatum. Japan entschloss sich daraufhin endgültig zum Krieg gegen die USA. Der japanische Angriffsverband lief am gleichen Tag zum Angriff auf Pearl Harbor aus. Zwar wurde in Washington offiziell weiterverhandelt, dies diente jedoch nur noch der Tarnung, obgleich es möglich gewesen wäre, im Falle einer Einigung die japanischen Verbände noch zurückzurufen.